# Tongpoo
Tongpoo (トンプー大冒険, Tonpū Dai Bōken) est un manga d'Akira Toriyama publié au Japon dans Weekly Shonen Jump #52 (novembre 1983), et en français en 1998 par Glénat dans Akira Toriyama Histoires Courtes volume 2.

## Histoire
Le jeune cyborg, Tongpoo, est envoyé sur des planètes pour les étudier dans le cadre du développement planétaire. À la suite d'une panne de moteur de son vaisseau le « planète 12 », il est obligé de fuir à bord du monoplace « Scout » et atterrit sur une planète à l'atmosphère parfaite. Sur cette planète, il rencontre une jeune fille en train de prendre son bain qui s'appelle Plamo. Tous les deux, ils combattront un criminel d'origine extraterrestre.

## Analyse
Ce manga, publié en novembre 1983, se situe entre Dragon Boy et Dragon Ball et possède des caractéristiques communes avec Dr.Slump (Par exemple, Tongpoo est, tout comme Aralé, un robot). À l'instar de Dragon Boy qui a influencé la série phare de Toriyama, Les aventures de Tongpoo nous montrent aussi quelques éléments qui vont se retrouver dans Dragon Ball. On pourra dire que Dragon Boy est le pendant moyenâgeux de Dragon Ball, tandis que Tongpoo en est le pendant technologique. En effet, dans cette histoire, on retrouve les fameuses Hop-pop Capsule et le but (avoué bien plus tard dans Dragon Ball) des personnages de Tongpoo et Songoku est similaire : coloniser des planètes. Le duo, jeune fille sexy au caractère trempé et jeune garçon naïf et invincible, est également exploité dans ces trois mangas. L'auteur développe aussi dans cette histoire un thème plusieurs fois abordé dans ses pages : les frustrations et la peur du sexe opposé. Ici, la nudité provoque une telle timidité qu'elle finit par se transformer en peur.   
Du coup, les individus de sexe opposés ont du mal à communiquer. Excepté dans le cas où le garçon ou la fille sont trop naïfs pour se rendre compte de leurs différences. Souvent provoquée par une perversité latente, cette peur du sexe opposé fait référence à cette période de l'adolescence ou les garçons restent avec les garçons et les filles avec les filles. Le cas de Yamcha et Bulma au début de Dragon Ball en est le meilleur exemple. Lorsque les personnages ne sont pas touchés par cette peur, ils deviennent alors des enfants naïfs obsédés par le stade anal. En somme, dans l'œuvre de Toriyama, tous les personnages ont des obsessions. Même Songoku qui au début semble pur, devient obsédé par le combat.